# Stévy Nzambé
Stévy Guévane Nzambé est un footballeur gabonais né le 4 septembre 1991 à Sinadara. Il évolue au poste de défenseur avec l'Ittihad de Tanger.

## Carrière

### Carrière en club
Il joue 12 matchs en équipe réserve de l'Olympique de Marseille lors de la saison 2011-2012, inscrivant un but.
En août 2016, Stévy Nzambé signe un contrat de trois ans avec le club sud-africain de l'AmaZulu FC.
Il rejoint en février 2019 le club marocain de l'Ittihad de Tanger.
Seulement quelques mois plus tard, en août 2019, il est prêté au club irakien d'Al-Zawra'a pour une durée d'un an,.
Il connaît un litige avec l'Ittihad, étant privé de son salaire plusieurs mois et retiré unilatéralement de l'équipe première ; la Chambre de résolution des litiges de la FIFA condamne le club marocain à des dédommagements et la contraint à réintégrer le joueur jusqu'à la fin de son contrat en 2021.

### Carrière en sélection
Stévy Nzambé joue avec l'équipe du Gabon olympique le tournoi masculin de football aux Jeux olympiques d'été de 2012 au Royaume-Uni.
Il est convoqué pour la première fois en équipe du Gabon par Gernot Rohr en juillet 2010 pour un match amical contre l'Algérie le 11 août 2010 mais il ne rentre pas en jeu ; il connaît sa première sélection le 8 octobre 2010 contre Oman en amical.
Il dispute le Championnat d'Afrique des nations de football 2016 au Rwanda. Il fait deux apparitions dans cette compétition, le 20 janvier 2016 contre le Rwanda (défaite 2-1) et le 24 janvier 2016 contre la Côte d'Ivoire (défaite 4-1).

## Palmarès
- Championnat du Gabon de football : 2010 [réf. nécessaire]
- Coupe du Gabon de football : 2010[réf. nécessaire]